# Streitwald (Naturschutzgebiet)
Das Naturschutzgebiet Streitwald liegt auf dem Gebiet der Stadt Frohburg im Landkreis Leipzig in Sachsen. Es erstreckt sich im namengebenden Waldgebiet Streitwald östlich von Streitwald, einem Stadtteil von Frohburg, und südöstlich des Kernortes Frohburg. Am westlichen Rand des Gebietes verläuft die Kreisstraße K 7936, am nördlichen Rand und westlich fließt die Katsche, ein Nebenfluss der Wyhra.

## Bedeutung
Das 73,67 ha große Gebiet mit der NSG-Nr. L 30 wurde im Jahr 1961 unter Naturschutz gestellt.